# فلونة
فلونة روبنسون كروزو أو ببساطة فلونة (باليابانية: 家族ロビンソン漂流記 ふしぎな島のフローネ) مسلسل انمي ياباني مستوحى من رواية عائلة روبنسون السويسرية للكاتب السويسري جوهان رودولف ويس. المسلسل من إنتاج استوديو نيبون انيميشن ومن إخراج يوشيو كورودا عرضت النسخة الاصلية من المسلسل (اليابانية) لأول مرة في 4 يناير 1981 وانتهى عرضه في 27 ديسمبر من نفس العام على شبكة قنوات فوجي بمعدل حلقة كل أحد من الساعة 19:30 إلى 20:00 بالتوقيت المحلي لليابان (JST). المسلسل لا يزال يعرض على منصة نتفليكس بجودة النسخة اليابانية وبالدبلجة العربية تحت اسم "The Swiss Family Robinson" وهذا يعود للثقل الدرامي في رواية المسلسل. بالرغم من كون فلونة الشخصية الرئيسية في المسلسل الا انها لم تكن موجودة في الرواية الأصلية، وتمت إضافة هذه الشخصية للمسلسل من قبل شوزو ماتسودا كاتب المسلسل لغرض استقطاب مشاهدين من البنات لعدم وجود أي فتاة في رواية يوهان، كون الشخصيات في الرواية هم أب وأم وأربعة أولاد.

## القصة
تدور الأحداث حول فتاة تدعى فلونة تعيش في سويسرا مع عائلتها المكونة من الأب آرنست ـ الأم آنا ـ الأخ الأكبر فرانز ـ وصغير العائلة جاك ومعهم المربية مارش.
في أحد الأيام يتلقى الطبيب آرنست روبنسون رسالة من صديق له في أستراليا يطلب منه الحضور إلى أستراليا والعمل هنــاك، لحاجة البلاد إلى مزيد من الأطباء بالإضافة إلى الظروف المعيشية الجيدة هناك. وقررت العائلة الرحيل إلى أستراليا.
كان الأب الطبيب روبنسون يعالج الفقراء مجاناً، في حين كانت الأم آنا ربة منزل ومعاونة للطبيب، أما الأخ الأكبر فرانز فكان يطمح لأن يصبح موسيقارا والصغير جاك.
قُبيل وصول السفينة التي أقلّت العائلة إلى أستراليا، حدثت عاصفة شديدة تسببت في تدمير السفينة؛ تمكن الركاب من المغادرة باستخدام قوارب النجاة إلا أن عائلة روبنسون لم يغادروا معهم، بل بقوا على متن السفينة الشبه الغارقة قبالة جزيرة، فتسنى لهم بناء طوافة ونقل بعض الأمتعة عليها والانتقال إلى الجزيرة.
شكلت الجزيرة وطنهم الجديد، فتأقلموا على العيش في ظروف غير معتادة، فصنعوا حاجتهم من الملح والسكر والشمع، هذا فضلاً عن تمكنهم من بناء منزل وحقل وتدجين الحيوانات، وتمكنوا من حماية أنفسهم من هجمات الحيوانات المفترسة. مكثت العائلة مدة على الجزيرة حتى تمكنوا أخيراً من مغادرتها والوصول إلى أستراليا سالمين بفضل مساعدة بحار (السيد مورتون) والذي تحطمت سفينته أيضاً قبالة الجزيرة.

## شخصيات المسلسل
- فلونة روبنسون

العمر: 10 سنوات.
فتاة نشيطة ومرحة وجريئة تعيش حياتها مثل الأولاد تحب تسلق الأشجار وتحب الحيوانات
تكره البكاء وتكره العمل والدراسة وتكره الفتيان القائلين عن الفتيات أنهن ضعيفات.
- فرانس روبنسون

العمر: 15 سنة.
الابن الأكبر، عاشق للموسيقى ويحلم بأن يصبح ملحن أو قائد أوركسترا.
- جاك روبنسون

العمر :3 سنوات.
صغير آل روبنسون صديقه الوحيد الحيوان ميركوري ودائما برفقته.
- آنا روبنسون

العمر :37 سنة.
الأم الحنونة جدا على أبنائها والتي ساعدتهم كثيرا في تخطي كل الأزمات والظروف.
- آرنست روبنسون

العمر:42 سنة.
الطبيب البارع والأب القادر على تحمل كل الصعاب لكي يبقي عائلته على قيد الحياة.
- السيد مورتون

بحار عجوز وهو أيضا قبطان سفينة رجل قاسي صعب المعشر ويعامل الجميع بخشونة
ودائما ما يتشاجر مع الأم بسبب عاداته السيئة مثل التدخين ولكنه شخص ماهر ساعد العائلة في صناعة قارب لمغادرة الجزيرة البركانية
- تومي (تام تام في النسخة اليابانية)

فتى غريب الطباع وانطوائي. قتل والداه على يد رجل أبيض ومع مرور الوقت ينسجم مع عائلة روبنسون ويقوم بمساعدتهم
- ميركوري

حيوان الفلنجر الصغير الذي لايفارق جاك وفلونة وهو من سكان الجزيزة وجدوه في المنزل يبحث عن طعام بعد أن قتل فرانز أمه أثناء المناوبة الليلية واحتفظوا به وبقى معهم.
- جان

كلب العائلة وهو محبوب من طرف جميع أفرادها لأنه دائما مستعد لمساعدتهم وحمايتهم.
- الماعز

```
هما ماعزتان سمتهما فلونة، رفض السيد مورتن في البداية أن تسافر معهم الحيوانات بما فيها المعزتان
```

لكنه غير رأيه في آخر لحظة.
- الدجاج

هم خمس دجاجات يثيرون الضجيج منذ الفجر دائما.
- الحمار

وجدته العائلة في السفينة التي غرقت فأخذوه ليعيش معهم لكنه توفي، بعد أن بذل جهدا كبيرا لجر سفينة النجاة التي صنعتها عائلة روبنسون للهرب من الجزيرة البركانية، فصنعت له العائلة قبراً ودفنته فيه كتكريم له.

## المدبلجون
- سعاد جواد: في دور فلونة
- مها المصري: في دور آن (الأم)
- مسافر عبد الكريم: في دور آرنست (الأب)
- فلاح هاشم: في دور فرانس
- نور االهدى صبري: في دور جاك
- حسين البدر: في دور مورتون
- إيمان حسين: في دور تومي
- طارق عبد اللطيف
- صالح البدري
- فوزية عزت
- علي إبراهيم
- حليم حسن
- حسن إبراهيم
- خالد العلي

## تترات المسلسل

### النسخة اليابانية
تتر المقدمة: «هداشي نو فلونِ» (裸足のフローネ, «الحافية فلونة»)
- كلمات: كاتسو إنوي
- توزيع: أوكي نوزومي
- غناء: كيكو هان

تتر النهاية: «فلونِ نو يومِ» (フローネの夢, «حلم فلونة»)
- كلمات: كاتسو إنوي
- توزيع: أوكي نوزومي
- غناء: كيكو هان

### النسخة العربية
نسخة مؤسسة الإنتاج البرامجي المشترك لدول الخليج العربي:
```
تتر المقدمة
:
[
9
]
```

- كلمات: زهير الدجيلي
- غناء: لنا طالب

في كل الأحوال.. في كل الأجيال
لاتخلو الآمال
الأرض الخضراء.. لاتغدو خضراء
إلا بعزم الإنسان
فلتحيا الأجيال.. ولتسمو الأعمال
في وهج الإيمان
وسيحكي الآباء.. عنا للأبناء
في كل الأرجاء
وسيحكي الآباء.. عنا للأبناء
عن عزم الإنسان
في كل الأحوال.. في كل الأجيال
لاتخلو الآمال
```
تتر النهاية
:
[
10
]
```

- كلمات: زهير الدجيلي
- غناء: لنا طالب

هذي الحكاية.. أحلى حكاية
عن بنت.. عن بنت حلوة
إسمها فلونة.. فلونة اللطيفة
ما أحلى.. ما أحلى فلونة
فلونة.. يا أحلى وردة
وردة جميلة متفتحة
فلونة.. دوماً تغني
أحلى الأغاني لأهلها
الغابة الخضراء تزهو بها
والكل سعداء ويحبها
هذي الحكاية.. أحلى حكاية
عن بنت.. عن بنت حلوة
إسمها فلونة.. فلونة اللطيفة
ما أحلى.. ما أحلى فلونة

## روابط خارجية
- فلونة على موقع IMDb (الإنجليزية)
- فلونة على موقع كينوبويسك (الروسية)
- فلونة على موقع ألو سيني (الفرنسية)
- فلونة على موقع قاعدة بيانات الفيلم (الإنجليزية)
- فلونة على موقع ANN anime (الإنجليزية)